# Premios Ian Charleson
Los premios de teatro Ian Charleson premian las mejores actuaciones de actores menores de 30 años en representaciones de los clásicos en Gran Bretaña. Los premios llevan este nombre en memoria del renombrado actor británico Ian Charleson y están dirigidos por el periódico Sunday Times y el National Theatre. Los premios se instauraron en 1990, tras la muerte de Charleson y se han otorgado anualmente desde entonces. El crítico de teatro de Sunday Times John Peter dio inicio a la creación de los premios, como una forma de recordar el extraordinario Hamlet que protagonizó Charleson poco antes de su muerte. Los ganadores reciben un premio en efectivo, así como los que quedan en segunda y tercera posición.
La definición actual de lo que en estos premios se considera una obra clásica es aquella que está escrita antes de 1918. Los premios a las actuaciones del año anterior se presentan el año siguiente. Los premios de 2015 fueron presentados el 24 de junio de 2016, y el ganador fue James McArdle.

## Antecedentes y descripción
El crítico teatral jefe del Sunday Times, John Peter, vio y criticó la extraordinaria actuación de Ian Charleson en Hamlet, en el National Theatre a finales de 1989. Los espectadores desconocían que Charleson hizo el papel en las que serían las últimas semanas de su vida, pues estaba gravemente enfermo debido al sida y murió en enero de 1990, a los 40 años de edad, ocho semanas después de su última actuación. En noviembre de 1990, en memoria de la mejor actuación de Charleson, Peter estableció el Premio Ian Charleson para reconocer y premiar las mejores representaciones de los clásicos por actores menores de 30 años. Los premios son patrocinados conjuntamente por el Sunday Times y el National Theatre, donde se celebra la gala.
Sobre la fundación de los premios, Peter señaló:
Las obras clásicas son la piedra angular de toda actuación. Es la actuación clásica, con sus dos demandas de percepción psicológica y excelencia formal, lo que realmente pone a prueba y demuestra la capacidad y resistencia del actor, tanto física como mental.
El primer premio Ian Charleson fue presentado en enero de 1991. Los premios definieron como obra clásica las escritas antes de 1900; este año de corte se extendió finalmente a 1918. Los premios se entregan en un agradable almuerzo privado en el que no se exige etiqueta, en uno de los restaurantes del National Theatre. No se graba ni se permite el paso a la prensa, no se permiten los discursos; sin embargo, los premios son esperados por toda la "realeza" británica del teatro que tiene gran interés en la preservación de los fundamentos de su profesión. 
Los premiados reciben un premio en efectivo, así como los clasificados en segunda y tercera posición. Todos los candidatos preseleccionados que no son premiados reciben una "mención especial". Todos reciben una placa firmada por los jueces (que normalmente son cuatro). 
Los premios a las actuaciones del año anterior se presentan a año vencido, generalmente en primavera. El premio en efectivo es de 5.000 libras esterlinas para el primer clasificado, de 1.500 a 2.500 libras para el segundo y de 500 libras para el tercero.

## Lista de premiados
| Año  | Primero | Segundo | Tercero | Mención | Mención Especial |
| 1990 | Ian Hughes, Torquato Tasso en Torquato Tasso (Actors Touring Company) | Paterson Joseph, Oswald en el Rey Lear, Dumaine en Trabajos de amor perdidos y el Marqués de la Mota en Los últimos días de Don Juan (Royal Shakespeare Company) | | Simon Russell Beale, Konstantin en La Gaviota, Thersites en Troilo y Crésida, y Edward II en Eduardo II (Royal Shakespeare Company) | Saskia Wickham, Sonya en Tío Vania (Old Vic Theatre) |
| 1991 | Joe Dixon, Jacques en Como gustéis (Cheek by Jowl) en la que todos los papeles eran representados por hombres.                                                                                            | Jennifer Ehle, la esposa de Orgón en Tartufo (Peter Hall Company)                                                                                                | | - Adrian Lester, Rosalind en Como gustéis (Cheek by Jowl) en la que todos los papeles eran representados por hombres - Tom Hollander, Celia en Como gustéis (Cheek by Jowl) en la que todos los papeles eran representados por hombres - Hugh Bonneville (entonces conocido como Richard Bonneville), por su trabajo con la Royal Shakespeare Company - Caroline Quentin, Masha en La Gaviota (Oxford Theatre Company | Iain Glen, Hamlet en Hamlet (Old Vic, Bristol) |
| 1992 | Tom Hollander, Witwoud en The Way of the World (Lyric Hammersmith) | Toby Stephens, Bertram en A buen fin no hay mal tiempo (Swan Theatre)                                                                                            | | - Mabel Aitken, Sonia en Tío Vania (Lyceum Theatre de Edimburgo) - Sophie Thursfield, Nora en Casa de Muñecas (Duque de Cambridge pub theatre, Londres) - Nick Waring, Konstantin en La Gaviota (Theatr Clywd) | Ian Hughes, Reynaldo y Fortinbras en Hamlet (Barbican Theatre) |
| 1993 | Emma Fielding, Agnes en La escuela de las mujeres (Almeida Theatre) | Marca Lockyer, Stephano en La Tempestad, y las funciones de El Rey Lear y El mercader de Venecia (Royal Shakespeare Company)                                     | Helen McCrory, Rose Trelawny en Trelawny of the 'Wells'(National Theatre) | - Adrian Scarborough, La comedia de las equivocaciones (Royal Exchange Theatre, Manchester) - Michael Sheen, Perdican en Don't Fool With Love (Cheek by Jowl) - Helen Baxendale por Soldados (Citizens Theatre, Glasgow) | |
| 1994 | Toby Stephens, Coriolano en Coriolano (Royal Shakespeare Company) | Anastasia Hille, Isabel en Medida por medida (Cheek by Jowl) | Jude Law, Ion en Ion (Royal Shakespeare Company) | - Henry Ian Cusick, Creonte y el Mensajero en Edipo rey (Citizens Theatre, Glasgow) y Torquato Tasso en Torquato Tasso (Royal Lyceum Theatre de Edimburgo) - Marianne Jean-Baptiste, Mistress Overdone y Mariana en Medida por medida (Cheek by Jowl) - Marca Bazeley, Lucio en Medida por medida (Cheek by Jowl) - Chico Lankester, Orsino en Noche de Reyes (Bristol Old Vic) | |
| 1995 | Lucy Whybrow, Eleanora en Easter (Royal Shakespeare Company) | Victoria de Hamilton, The Master Builder (Peter Hall Company) | Catherine Russell, Las tres hermanas (Out of Joint) | - Paul Bettany, Strato en Julio César (Royal Shakespeare Company) - Zubin Varla, Romeo en Romeo y Julieta (Royal Shakespeare Company) - Rakie Ayola, Millamant en The Way of the World (Birmingham Rep) - Alexandra Gilbreath, el Rey Lear (West Yorkshire Playhouse) - Juan de la Luz, La Torre (Almeida Theatre) - Julian Rhind-Tutt, Ricardo II (National Theatre) - Benedick Bates, Don Carlos (Citizens Theatre, Glasgow) | |
| 1996 | Alexandra Gilbreath, Hedda en Hedda Gabler (English Touring Theatre) | Derbhle Crotty, Asta en Little Eyolf (Royal Shakespeare Company)                                                                                                 | Damian Lewis, Borghejm en Little Eyolf (Royal Shakespeare Company) | - Ian Pepperell, Hamlet en Hamlet (Oxford Stage Company) - Carol Starks, la Señora Elvsted en Hedda Gabler (English Touring Theatr) - Rebecca Johnson, Lady Windermere, en El abanico de Lady Windermere (Royal Exchange Theatre, en Mánchester; el Theatre Royal, Haymarket) - Scott Mano, Fernando en La Duquesa de Malfi (Cheek by Jowl) | Tom Hollander, Tartufo en Tartufo (Almeida Theatre) |
| 1997 | - Marca Bazeley, Konstantin en La Gaviota (English Touring Theatre) - Dominic West, Konstantin en La Gaviota (Peter Hall Company, Teatro Old Vic)                                                         | James Dreyfus, Casio, en Julio César (Birmingham Repertory Theatre)                                                                                              | | - Kate Ashfield, Woyzeck (Gate Theatre) - Toby Cockerell, Enrique V (Shakespeare's Globe) - Dominic Curtis, Como gustéis (Perth Theatre) - Anne-Marie Duff, el Rey Lear (National Theatre) - Ray Fearon, Romeo y Julieta (Royal Shakespeare Company) - Zoe Waites, Romeo y Julieta (Royal Shakespeare Company) - Victoria de Hamilton, The Provok'd Wife (Peter Hall Company) - Andrew Howard, Electra (Minerva Theatre, Chichester; Donmar Warehouse) - Jason Hughes, for The Illusion (Royal Exchange Theatre, Manchester) - Julia Sawalha, for The Illusion (Royal Exchange Theatre, Manchester) - Paul McEneany, El sueño de una noche de verano (Lyric Theatre, Belfast) - Lise Stevenson, Medida por medida (Nottingham Playhouse) | - Michael Sheen, Enrique V en Enrique V (Royal Shakespeare Company) - Tom Hollander, Khlestakov en El inspector general (Almeida Theatre)                                                                         |
| 1998 | Claudie Blakley, Nina en La Gaviota (West Yorkshire Playhouse) | Kevin McKidd, Britannicus en Britannicus (Almeida Theatre) | Paul Hilton, Orlando en Como gustéis Shakespeare's Globe) | - Kathy Kiera Clarke, Medea en Medea (Citizens Theatre, Glasgow) - Hermione Gulliford, Olivia en Noche de Reyes (Crucible Theatre, Sheffield) - Thusitha Jayasundera, Viola en Noche de Reyes (Young Vic) - Susan Lynch, Katerina en La Tormenta (Almeida Theatre) - Stephen Mangan, Don Pedro en Mucho ruido y pocas nueces (Cheek by Jowl) y Sir Benjamin Backbite en The School for Scandal (Royal Shakespeare Company) - Matthew Macfadyen, Benedick en Mucho ruido y pocas nueces (Cheek by Jowl) y Charles Surface en The School for Scandal (Royal Shakespeare Company) - Jo McInnes, Sonya en Tío Vania (Royal Shakespeare Company) - David Oyelowo, el Rey en Los suplicantes (Gate Theatre) - Kelly Reilly, Peggy Riley en The London Cuckolds (National Theatre) | |
| 1999 | Rupert Penry-Jones, Don Carlos, Don Carlos (Royal Shakespeare Company) | Gabrielle Jourdan, Jessica en El mercader de Venecia (National Theatre)                                                                                          | Megan Dodds, Ofelia en Hamlet (Young Vic) | - Ariyon Bakare, Florindo en El servidor de dos amos (Royal Shakespeare Company, Young Vic) - Emma Cunniffe, Hilde en The Master Builder (English Touring Theatre) - Jude Law, Giovanni de Lástima que sea una puta (Young Vic) - Aidan McArdle, Rodrigo en Otelo, y Puck en El sueño de una noche de verano (Royal Shakespeare Company) - Patrick Moy, Malcolm en Macbeth (Royal Lyceum Theatre de Edimburgo) - Kirsten Parker, Viola en Noche de Reyes (Theatr Clwyd) - Claire Precio, Princesa de Éboli en Don Carlos (Royal Shakespeare Company) - Iain Robertson, Adam/Isaac/Pastor en The Mysteries (National Theatre) | |
| 2000 | David Oyelowo, Enrique VI en Enrique VI (Royal Shakespeare Company) | Juan de la Luz, Konstantin en La Gaviota (Royal Shakespeare Company)                                                                                             | Zoe Waites, Vittoria en The White Devil (Lyric Hammersmith) | - Nancy Carroll, Lady Percy en Enrique VI, Parte 1 (Royal Shakespeare Company) - James O'Donnell, Peto en Enrique VI (Royal Shakespeare Company) - Joe Renton, Peto en Enrique VI (Royal Shakespeare Company) - Chiwetel Ejiofor, Romeo en Romeo y Julieta (National Theatre) - Martin Hutson, Silvius en Como gustéis (Crucible Theatre, Sheffield) - Molly Innes, Electra en Electra (Theatre Babel) - Justine Waddell, Nina en La Gaviota (Royal Shakespeare Company) - David Tennant, Antipholus de Siracusa, en La comedia de las equivocaciones (RSC) - Sam Troughton, joven Talbot en Enrique VI, Parte 1 (Royal Shakespeare Company) | |
| 2001 | Claire Price, Berinthia en The Relapse (National Theatre) | Zoe Waites, Viola en Noche de reyes (Royal Shakespeare Company)                                                                                                  | James D'Arcy, Gaveston en Eduardo II (Crucible Theatre, Sheffield) | - Claire Cox, Porcia en Julio César (Royal Shakespeare Company) - Benedict Cumberbatch, el Rey de Navarra en el Trabajos de amor perdido (Regent's Park Open Air Theatre) - August Diehl, Konstantin La Gaviota (Festival de Edimburgo) - John Hopkins, de Octavio en Julio César (Royal Shakespeare Company) - Johanna Wokalek, Nina en La Gaviota (Festival de Edimburgo) - Martin Hutson, Oswald en Espectros (Teatro de la Comedia) - Gerald Kyd, el Rey de Bavarre en el Trabajos de amor perdido (English Touring Theatre) - Kevin Lennon, Giovanni de Lástima que sea una puta (Theatre Babel, Glasgow) - Kirsten Parker, la Princesa en el Trabajos de amor perdido (English Touring Theatre) - Sam Troughton, Richmond en Ricardo III (Royal Shakespeare Company) - Zubin Varla, el Calibán de La Tempestad (Royal Shakespeare Company) - Kaye Wragg, Sonya en Tío Vania (Royal Exchange Theatre, Manchester) | |
| 2002 | Rebecca Hall, Vivvie en La profesión de la Señora Warren (Strand Theatre) | Daniel Evans, de La Tempestad (Crucible Theatre, Sheffield) y Espectros (English Touring Theatr)                                                                 | Iain Robertson, Trínculo en La Tempestad (Crucible Theatre, Sheffield) | - Nonso Anozie, el Rey Lear (Royal Shakespeare Company) - Justin Avoth, El sueño de una noche de verano (Royal Exchange Theatre, Manchester) - Lucy Negro, Noche de Reyes (Shakespeare at the Tobacco Factory, Bristol) - Nancy Carroll, el Rey Lear (Almeida Theatre) - Dan Fredenburgh, The Prince of Homburg (Royal Shakespeare Company) - Naomi Frederick, Las tres hermanas (Nuffield Teatro, Southampton) - Ryan Kiggell, el Rey Lear (Royal Shakespeare Company) - Kananu Kirimi, Pericles, príncipe de Tiro (Royal Shakespeare Company) - Claire Precio, que La Tempestad (Crucible Theatre, Sheffield) - Sam Troughton, Tartufo (National Theatre) | |
| 2003 | Lisa Dillon, Hilda Wangel en The Master Builder (Almeida Theatre) | Louisa Clein, Hilde en La dama del mar (Almeida Theatre) | Eve Myles, Lavinia en Tito Andrónico, y La fierecilla domada (Royal Shakespeare Company)                                                                                          | - Jamie Beamish, Los dos hidalgos de Verona (Regent's Park Open Air Theatre) - Kellie Brillante, La Gaviota (Royal Exchange Theatre) - Nancy Carroll, El sueño de una noche de verano (Crucible Theatre, Sheffield) - Rory Kinnear, La fierecilla domada (Royal Shakespeare Company) - Emma Lowndes, La Gaviota (Royal Exchange Theatre) - Tobias Menzies, Las tres hermanas (Playhouse Theatre) - José Millson, Como gustéis (Peter Hall Company) - Paul Ready, La comedia de las equivocaciones (Bristol Old Vic) - Steven Robertson, en La Gaviota (Royal Exchange Theatre, Manchester) | - Rebecca Hall, Como gustéis (Peter Hall Company) - Felicite du Jeu, Enrique V (National Theatre) |
| 2004 | Nonso Anozie, Otelo en Otelo (Cheek by Jowl) | Naomi Frederick, Isabel en Medida por medida (Complicite en el National Theatre)                                                                                 | Ben Whishaw, de Hamlet en Hamlet (Old Vic) | - Ni\|-i Amuka-Bird, Noche de Reyes (Bristol Old Vic) - Elliot Cowan, Don Carlos (Crucible Theatre, Sheffield) - Richard Glaves, Candida (Oxford Stage Company) - Jake Harders, Candida (Oxford Stage Company) - Caroline Martin, Otelo (Cheek by Jowl) - David Nicolle, Ion (Mercury Theatre, Colchester) - Matthew Rhys, el Rey Lear (Royal Shakespeare Company) - Dan Stevens, Como gustéis (Peter Hall Company) | |
| 2005 | Mariah Gale, Viola en Noche de Reyes (Regent's Park Open Air Theatre), Annabella en Lástima que sea una puta (Southwark Playhouse), y la Enfermera de Ludmilla y Klara en El Último Vals (Arcola Theatre) | Sinead Matthews, Hedvig en El Pato Silvestre (Donmar Warehouse), y Dolly en You Never Can Tell (Peter Hall Company)                                              | Benedict Cumberbatch, Tesman en Hedda Gabler (Almeida Theatre) | - Peter Bramhill, Lifter y Lady Vanity en Sir Thomas More (Royal Shakespeare Company) - Michelle Dockery, Dina Dorf en Las columnas de la sociedad (National Theatre) - Edward Hogg, Woyzeck en Woyzeck (Teatro Gate) - Rory Kinnear, Mortimer en María Estuardo (Donmar Warehouse) - James Loye, Cloten en Cimbelino, y Sir Andrew Aguecheek en Noche de Reyes (Regent's Park Open Air Theatre) - Lyndsey Marshal, Toñeta en El enfermo imaginario (Almeida Theatre) - Caitlin Mottram, Helena en El sueño de una noche de verano (Royal Shakespeare Company) - Nicolás Shaw, Benjamin en Pascua (Oxford Stage Company) | |
| 2006 | Andrea Riseborough, Isabel en Medida por medida y la señorita Julia en La señorita Julia (Peter Hall Company)                                                                                             | Catherine Hamilton, The Madras House (Orange Tree Theatre) | Hattie Morahan, Nina en La Gaviota (National Theatre) | - Bryan Dick, El Alquimista (National Theatre) - Trystan Gravelle, Cuento de invierno (Royal Shakespeare Company) - Tom Hiddleston, The Changeling (Cheek by Jowl) - Sally Leonard, Lipochka en Un asunto de familia (Arcola Theatre) - Laura Rees, Tito Andrónico (Shakespeare's Globe) - Amit Shah, El Alquimista (National Theatre) - Lex Metralla, de Enrique VI (Royal Shakespeare Company) - Ony Uhiara, Pericles, príncipe de Tiro (Royal Shakespeare Company) - Jodie Whittaker, los Enemigos (Almeida Theatre) | |
| 2007 | Rory Kinnear, Pytor en Filisteos y Sir Fopling Aleteo en El Hombre de Modo (National Theatre) | Michelle Dockery, Eliza Doolittle en Pigmalión (Peter Hall Company)                                                                                              | Tom Hiddleston, Cassio en Otelo (Donmar Warehouse) | - Edward Bennett, Dick Gurvil en Nan, Víctor Bretherton en la Diana de Dobson (Orange Tree Theatre); Freddy en Pigmalión (Peter Hall de la Compañía); y Roderigo en Otelo (Donmar Warehouse) - Sam Crane, Oswald en Espectros (Bristol Old Vic), y Roderigo en Otelo (Shakespeare's Globe) - Gabriel Fleary, Alonso en The Changeling (English Touring Theatre) - Harry Hadden-Paton, Mercucio en Romeo y Julieta (Battersea Art Center), y John Worthing en La importancia de llamarse Ernesto (Theatre Royal Bath) - Daniel Hawksford, Claudio en Mucho ruido y pocas nueces (National Theatre) - John Heffernan, Oswald en el Rey Lear (Royal Shakespeare Company) - Richard Madden, Romeo en Romeo y Julieta (gira de Shakespeare's Globe) - Carey Mulligan, Nina en La Gaviota (Real Teatro de la Corte) - Pippa Nixon, de Jessica en El mercader de Venecia (Shakespeare's Globe) - Amy Noble, Lily Wilson en Chains (Orange Tree Theatre) - Claudia Renton, Mabel Chiltern en Un marido ideal (Royal Exchange Theatre, Manchester) - Dominic Tighe, la sastra y la Viuda en La fierecilla domada (Propeller at the Watermill) - Tom Vaughan-Lawlor, el Delfín en Enrique V (Royal Exchange Theatre, Manchester) | |
| 2008 | Tom Burke, Adolfo de Acreedores (Donmar Warehouse) | Edward Bennett, de Hamlet en Hamlet, y Navarra en el Trabajos de amor perdido (Royal Shakespeare Company)                                                        | John Heffernan, Esteban Undershaft en El comandante Bárbara (National Theatre) | - Charles Aitken, Yago en Otelo (Frantic Assembly) - David Ajala, Reynaldo en la Hamlet, y una Cobweb en El sueño de una noche de verano (Royal Shakespeare Company) - Hayley Atwell, Bárbara en El comandante Bárbara (National Theatre) - Beth Cooke, Irina en Las tres hermanas (Royal Exchange Theatre, Manchester) - Tom Davey, Laertes en Hamlet (Royal Shakespeare Company) - Natalie Dew, Viola en Noche de Reyes (Regent's Park Open Air Theatre) - Ryan Gage, Flauta en El sueño de una noche de verano (Royal Shakespeare Company) - Oliver Le Sueur, Lucentio La fierecilla domada y Laertes en Hamlet (Shakespeare at the Tobacco Factory, Bristol) - Gwilym Lee, el Mensajero de Edipo (National Theatre) - Ella Smith, Jaquenetta en Trabajos de amor perdidos (Rose Theatre) - Alex Waldmann, Sebastián en Noche de Reyes (Donmar West End en Wyndhams Theatre) | - Mariah Gale, de Ofelia en Hamlet (Royal Shakespeare Company) - Tom Hiddleston, Lvov en Ivanov (Donmar West End en Wyndhams Theatre) - Andrea Riseborough, Sasha en Ivanov (Donmar West End en Wyndhams Theatre) |
| 2009 | Ruth Negga, Aricia en Fedra (National Theatre) | Max Bennett, de Claudio en Medida por medida (Teatro Real, Plymouth) y Frank de La profesión de la Señora Warren (Theatre Royal, Bath)                           | Natalie Dew, Celia en Como gustéis (Curve Theatre) | - Hedydd Dylan, Eliza Doolittle en la de Pigmalión (Clwyd Theatr Cymru) - Tracy Ifeachor, Rosalind en Como gustéis (Curve Theatre) - Max Irons, Max Piccolomini en Wallenstein (Chichester Festival Theatre) - Tunji Kasim, Lucius y Rómulo en Julio César (Royal Shakespeare Company) - Vanessa Kirby, Regina en Espectros (Octagon Teatro, Bolton) - Keira Knightley, de Jennifer en El misántropo (Teatro de la Comedia) - Jack Laskey, Orlando en Como gustéis (Shakespeare's Globe) - Harry Lloyd, de Oswald en Espectros (Arcola Theatre) - John MacMillan, Malcolm en Macbeth (Royal Exchange Theatre), y Rosencrantz en Hamlet ( Wyndhams Theatre) - David Ononokpono, Orlando en Como gustéis (Curve Theatre) - HenryHen Pettigrew, Marcelo y el segundo enterrador en Hamlet ( Wyndhams Theatre) - Prasanna Puwanarajah, Mensajero en Thyestes (Arcola Theatre) - George Rainsford, Bertram en A buen fin no hay mal tiempo (National Theatre) - Sam Swainsbury, Demetrio en El sueño de una noche de verano, y Salerio en El mercader de Venecia (Propeller) - Ellie Turner, Inés en La escuela de mujeres (Upstairs at the Gatehouse)                                                                      | - Mariah Gale, Celia en Como gustéis (Royal Shakespeare Company) - Rebecca Hall, Hermione en Cuento de invierno (Bridge Project at the Old Vic)                                                                   |
| 2010 | Gwilym Lee, de Edgar en el Rey Lear (Donmar Warehouse) | Zawe Ashton, Salomé en Salomé (Cabeza de Teatro) | Vanessa Kirby, Isabel en Women beware women (National Theatre), Rosalind en Como gustéis (West Yorkshire Playhouse), y Helena en El sueño de una noche de verano (Octagon Teatro) | - Pippa Bennett-Warner, Cordelia en el Rey Lear (Donmar Warehouse) - Natalie Dormer, Mitzi en Liebelei (Young Vic) - Susannah Fielding, Petra en Un enemigo del pueblo (Crucible Theatre, Sheffield) - Melody Grove, Gwendolen en La importancia de llamarse Ernesto (Royal Lyceum Theatre de Edimburgo) - Cus Jumbo, Eliza Doolittle en Pigmalión (Royal Exchange Theatre, Manchester) - Ferdinand Kingsley, Rosencrantz en Hamlet (National Theatre) - James McArdle, Malcolm en Macbeth (Shakespeare's Globe), y Aleksey en Un mes en el campo (Chichester Festival Theatre) - Jessica Raine, Regina en Espectros (Duchess Theatre) - Catrin Stewart, Hilde en La dama del mar (Royal Exchange Theatre, Manchester) - José Timms, Juan de Lancaster en Enrique IV , Partes 1 y 2 (Shakespeare's Globe) - Charity Wakefield, Lydio Languish in The Rivals (Southwark Playhouse) - Ashley Zhangazha, el Rey de Francia en el Rey Lear (Donmar Warehouse) | |
| 2011 | Cus Jumbo, Rosalind en Como gustéis (Royal Exchange Theatre, Manchester) | Damien Molony, Giovanni en Lástima que sea una puta (West Yorkshire Playhouse)                                                                                   | Jodie McNee, Masha en La Gaviota (Arcola Theatre) | - Hiran Abeysekera, Tartufo (English Touring Theatre) - Jade Anouka, Hamlet (Shakespeare Globe) - Marca Arends, Macbeth (Liverpool Everyman) - Sebastián Armesto, La mujer dulcemente asesinada (National Theatre) - John Heffernan, de Ricardo II (Shakespeare at the Tobacco Factory) - Ffion Jolly, La comedia de las equivocaciones (Shakespeare at the Tobacco Factory) - Ben Mansfield, Noche de Reyes (National Theatre) - Sam Marcas, Medida por medida (Royal Shakespeare Company) - Mateo Needham, Británico (Wilton s Music Hall) - Eddie Redmayne, Ricardo II (Donmar Warehouse) - Lara Rossi, Emperador y Galileo (National Theatre) - Sara Vickers, Lástima que sea una puta (West Yorkshire Playhouse) | |
| 2012 | Ashley Zhangazha, Ross en Macbeth (Crucible Theatre, Sheffield) | Amy Morgan, Margery Pinchwife en The Country Wife (Royal Exchange Theatre, Manchester)                                                                           | Lara Rossi, Dol Commonn en El Alquimista (Liverpool Playhouse) | - Jade Anouka, Calpurnia/Metelo Cimber/Pindarus en Julio César (Donmar Warehouse) - Alys Daroy, Yelena en El demonio del bosque (Theatre Collection) - Holly Earl, Bertha en El padre (Belgrade Theatre, Coventry) - Kurt Egyiawan, Arsace en Berenice (Donmar Warehouse) - Paapa Essiedu, Fenton en Las alegres comadres de Windsor (Royal Shakespeare Company) - Johnny Flynn, Viola en Noche de Reyes (Globe Theatre y West End) - Aysha Kala, de Camarera en Mucho ruido y pocas nueces (Royal Shakespeare Company) - Vanessa Kirby, Masha en Las tres hermanas (Young Vic) - Simon Manyonda, Lucius en Julio César (Royal Shakespeare Company) - Lucas Norris, el Soldado en Antígona (National Theatre) - Ailish Symons, Cecily en La importancia de llamarse Ernesto (Lyric Theatre, Belfast) - Ellie Turner, Fanny Hawthorn en Hindle Wakes (Finborough Theatre) | |
| 2013 | Jack Lowden, Oswald en Espectros (Almeida Theatre) | Jessie Buckley, de Miranda en La Tempestad (Shakespeare's Globe) y la Princesa Catalina en Enrique V (Noël Coward Theatre)                                       | Graham Butler, de Enrique VI en Enrique VI, Partes I, II Y III (Shakespeare's Globe)                                                                                              | - Fisayo Akinade, Adán, Silvius, y William en Como gustéis (Transporte de Teatro en la gira) - Elliot Barnes-Worrell, el Novio en Ricardo II (Royal Shakespeare Company) - Nari Blair-Mangat, Caithness en Macbeth (Manchester International Festival) - Gavin Fowler, Puck en El sueño de una noche de verano (Noël Coward Theatre) y Florizel en Cuento de invierno (Royal Shakespeare Company) - Kim Hardy, Konstantin en La Gaviota (The White Bear) - Brian Markey, de Hugh en Mixed Marriage (Lyric Theatre, Belfast) - Charlene McKenna, Regina en Espectros (Almeida Theatre) - Rose Reynolds, Lavinia en Tito Andrónico (Royal Shakespeare Company) - Gemma Soul, Rose en El oficial reclutador (Salisbury Playhouse) - Lucas Thompson, Lysander en El sueño de una noche de verano (Shakespeare's Globe) - Olivia Vinall, Desdémona en Otelo (National Theatre) | |
| 2014 | Susannah Fielding, Portia en El mercader de Venecia (Almeida Theatre) | Tom Mothersdale, Yasha en El jardín de los cerezos (Young Vic)                                                                                                   | Cynthia Erivo, Poins y Conde de Douglas en Enrique IV (Donmar Warehouse) | - Stefano Braschi, Soranzo en Lástima que sea una puta (Sam Wanamaker Playhouse, Shakespeare's Globe) - Rebecca Collingwood, de Blanche en Casa de viudos (Orange Tree Theatre) - Ncuti Gatwa, Mercucio en Romeo y Julieta (HOME, Manchester) - Emma Hall, Fedra/Afrodita/Artemis en Hipólito (Antic Face, at The Colepit) - Jennifer Kirby, Lady Percy en Enrique IV, Partes 1 y 2 (Royal Shakespeare Company) - Daisy May, Celia en Como gustéis (Shakespeare at the Tobacco Factory, Bristol) - Frances McNamee, Finea en La dama boba (Theatre Royal, Bath) - Ekow Quartey, Hans en Despertar de Primavera (producción en gira por Headlong/West Yorkshire Playhouse/Nuffield Theatre) - Michael Shelford, Willie Mossop en la Hobson's Choice (Octagon Theatre, Bolton) - Thalissa Teixeira, Coro en Electra (Old Vic) | |
| 2015 | James McArdle, Platonov en Platonov (Chichester Festival Theatre) | Elliot Barnes-Worrell, Straker en Man and superman (National Theatre)                                                                                            | Freddie Fox, Romeo en Romeo y Julieta (Sheffield Crucible) | - Joel MacCormack, Orestes en La Orestíada (Shakespeare's Globe) - Ken Nwosu, Silvius en Como gustéis (National Theatre) - Jack Colgrave Hirst, Payaso en Cuento de invierno (Kenneth Branagh Theatre Company at the Garrick Theatre) - Joshua James, Konstantin en La Gaviota y Nikolai en Platonov (Chichester Festival Theatre) - Emily Barber, Imogen en Cimbelino (Shakespeare's Globe) - Jenny Rainsford, Miss Prue en Amor por Amor (Royal Shakespeare Company) - Jessica Baglow, la Marina de Pericles, príncipe de Tiro (Shakespeare's Globe) - Jessica Brown Findlay, Elektra en La Orestíada (Almeida Theatre y Trafalgar Studios) | |

## Los jueces
| Año       | Jueces |
| 1990-1992 | - John Peter, crítico teatral del Sunday Times - Ian Brown, director dramático de Arts Council of Great Britain - Sylvia Syms, actriz |
| 1993      | - John Peter, crítico teatral del Sunday Times - Jane Lapotaire, actriz - Nicholas Wright, dramaturgo y director |
| 1994-1995 | - Serena Hill, Directora de castin del National Theatre - Jane Lapotaire, actriz - Nicholas Wright, director asociado del National Theatre - John Peter, crítico teatral del Sunday Times                                                          |
| 1996      | - Jane Lapotaire, actriz - Serena Hill, directora de castin del National Theatre - John Peter, crítico teatral del Sunday Times |
| 1997      | - Peter Gill, dramaturgo y director - Serena Cerro, directora de castin del National Theatre - John Peter, crítico teatral del Sunday Times |
| 1998      | - Penelope Wilton, actriz - Peter Gill, dramaturgo y director - Wendy Ava, adjunto al director de casting del National Theatre - John Peter, crítico teatral del Sunday Times                                                                      |
| 1999      | (inédito) |
| 2000      | - Penelope Wilton, actriz - Peter Gill, dramaturgo y director - Wendy Ava, National Theatre adjunto al director de casting - John Peter, crítico teatral del Sunday Times                                                                          |
| 2001      | - Penelope Wilton, actriz - Howard Davies, director asociado del National Theatre - John Peter, crítico teatral del Sunday Times |
| 2002      | - Eileen Atkins, actriz - Howard Davies, director asociado del National Theatre - Gabrielle Dawes, director de castin del National Theatre - Hannah Miller, director de castin del National Theatre - John Peter, crítico teatral del Sunday Times |
| 2003      | - Lindsay Posner, director - Penny Downie, actriz - Toby Ballena, jefe de casting en el National Theatre - John Peter, crítico teatral del Sunday Times                                                                                            |
| 2004      | (inédito) |
| 2005      | - Francesca Annis, actriz - Lindsay Posner, director - Toby Ballena, director de castin del National Theatre - John Peter, crítico teatral del Sunday Times                                                                                        |
| 2006      | - Francesca Annis, actriz - Lindsay Posner, director - Toby Whale, director de castin del National Theatre - John Peter, crítico teatral del Sunday Times                                                                                          |
| 2007      | - Penny Downie, actriz - Michael Grandage, director - Wendy Ava, director de castin del National Theatre - John Peter, crítico teatral del Sunday Times                                                                                            |
| 2008      | (inédito) |
| 2009      | - Wendy Ava, jefa de castin del National Theatre - Geraldine James, actriz - Michael Grandage, director - John Peter, crítico teatral del Sunday Times                                                                                             |
| 2010      | - Geraldine James, actriz - Michael Grandage, director - Alastair Coomer, director de castin del National Theatre - John Peter, crítico teatral del Sunday Times                                                                                   |
| 2011      | (inédito) |
| 2012      | - Michael Grandage, director - Geraldine James, actriz - Wendy Ava, jefa de castin del National Theatre - John Peter, crítico teatral del Sunday Times                                                                                             |
| 2013      | - Michael Grandage, director - Francesca Annis, actriz - Wendy Ava, jefa de castin del National Theatre - John Peter, crítico teatral del Sunday Times                                                                                             |
| 2014      | - Michael Grandage, director - Francesca Annis, actriz - Wendy Ava, jefa de castin del National Theatre - John Peter, crítico teatral del Sunday Times                                                                                             |
| 2015      | - Michael Grandage, director - Deborah Findlay, actriz - Wendy Ava, jefa de castin del National Theatre - John Peter, crítico teatral del Sunday Times                                                                                             |